# Illang - Uomini e lupi
Illang - Uomini e lupi (인랑?, 人狼?, IllangLR; lett. "Lupi mannari") è un film d'azione del 2018 diretto da Kim Ji-woon.
La pellicola è un remake in live-action del film d'animazione giapponese del 1999 Jin-Roh - Uomini e lupi, diretto da Hiroyuki Okiura e basato sulla Kerberos saga di Mamoru Oshii.
A differenza dell'ambientazione alternativa del Giappone postbellico del suo materiale originale, Illang è ambientato nella Corea del 2029, quando la Corea del Nord e la Corea del Sud si preparano a riunificarsi dopo che le crescenti tensioni in Asia orientale hanno portato alla destabilizzazione e all'ascesa di un gruppo terroristico anti-riunificazione noto come "la Setta". Il governo sudcoreano istituisce l'"Unità Speciale", un'agenzia paramilitare antiterrorismo delle forze dell'ordine che ha il compito di combattere la Setta. Il film segue il soldato dell'Unità Speciale Lim Joong-kyung che, dopo aver assistito al suicidio di una giovane terrorista per sfuggire alla cattura, fa amicizia con Lee Yun-hee, una ragazza che afferma di essere la sorella della terrorista; insieme, tentano di navigare in una rivalità sempre più violenta tra i servizi all'interno dell'apparato antiterrorismo della Corea del Sud.
Illang è uscito il 25 luglio 2018. Distribuito dalla Warner Bros. Korea, il film ha ricevuto recensioni contrastanti e ha sottoperformato al botteghino nazionale, vendendo circa 897.000 biglietti contro il suo punto di pareggio di sei milioni di biglietti e guadagnando solo 8 miliardi di won (6,2 milioni di dollari) sul suo budget di 19 miliardi di won (17 milioni di dollari). Il film ha gareggiato al Festival internazionale del cinema di San Sebastián per la Conchiglia d'Oro, diventando il secondo film sudcoreano a farlo.

## Trama
Nel 2024, le dispute politiche e territoriali tra Cina, Giappone e Corea del Sud porteranno alla rimilitarizzazione del Giappone e alla mossa degli Stati Uniti e Russia per garantire i loro interessi in Asia orientale. Temendo la possibilità di una guerra, la Corea del Nord e la Corea del Sud accettano di riunificarsi per sopravvivere entro cinque anni. Tuttavia, questo porta le altre potenze sopra menzionate, che si oppongono alla riunificazione, a imporre dazi significativi contro le Coree, innescando una depressione economica che fa precipitare il sentimento pro-riunificazione e porta a picchi di disordini civili, criminalità e terrorismo. Con i movimenti anti-riunificazione che si ingrossano fino al punto di formare il gruppo terroristico interno "la Setta", il governo sudcoreano, vedendo che l'Agenzia di Polizia Nazionale non è in grado di gestire da sola le proteste e il terrorismo, forma l'Unità Speciale per contrastare la Setta, armando pesantemente ed equipaggiando i suoi soldati con esoscheletri potenziati futuristici e maschere antigas distintive con lenti rosse luminose. Sebbene l'Unità Speciale sia efficace nello schiacciare la Setta, un incidente un anno dopo la loro formazione noto come "Bloody Friday" – quando una squadra dell'Unità Speciale scambiò giovani studentesse per terroristi della Setta durante un raid, uccidendone 15 – scatena una massiccia reazione e costringe i soldati dell'Unità Speciale a indossare sempre le loro maschere antigas durante il dispiegamento per proteggere le loro identità. Inoltre, l'Unità Speciale si trova in disaccordo con il Dipartimento di Pubblica Sicurezza, un'unità di intelligence che desidera sciogliere l'Unità Speciale.
Nel 2029, una protesta anti-riunificazione a Gwanghwamun Plaza a Seul diventa violenta quando i terroristi della setta attaccano le linee della polizia antisommossa con armi da fuoco e cariche di cartelle, uccidendo diversi agenti disarmati e manifestanti nel fuoco incrociato. L'Unità Speciale viene schierata per sconfiggere i terroristi e fa irruzione nel loro nascondiglio nelle fogne sottostanti, uccidendo la maggior parte dei terroristi della Setta quando si rifiutano di arrendersi. Il soldato dell'Unità Speciale Lim Joong-kyung affronta Lee Jae-hee, un giovane corriere della Setta che trasporta una carica di borsa, e tenta di convincerla ad arrendersi, ma lei invece la fa esplodere, uccidendosi. La notizia dell'incidente danneggia ulteriormente la reputazione dell'Unità Speciale, e un Lim scosso viene rimandato all'addestramento per essere rivalutato sotto la guida dell'istruttore Jang Jin-tae.
Lim viene contattato dal capo della Pubblica Sicurezza Han Sang-woo, che lo informa che il corriere deceduto ha una sorella, Lee Yun-hee. Lim incontra Yun-hee alla Torre Namsan; gli dice che non ritiene Lim responsabile della morte di sua sorella poiché stavano semplicemente combattendo su fronti opposti, e fanno rapidamente amicizia l'uno con l'altro. All'insaputa di Lim, Yun-hee è in realtà un ex corriere della Setta che, per evitare una condanna al carcere e per garantire un'operazione medica al fratello malato, è stata costretta a malincuore a collaborare con Han e la Pubblica Sicurezza nel loro complotto per screditare l'Unità Speciale; tuttavia, l'Unità Speciale è segretamente già a conoscenza di questo, e un gruppo interno sotto copertura noto come "Illang" ("Brigata Lupo" in inglese) sta cercando di proteggerli dalla Pubblica Sicurezza.
Yun-hee viene catturata e interrogata da Kim Cheol-jin, membro dell'Illang e rivela che la Setta è finanziata dalla Pubblica Sicurezza e che lei è stata ricattata per uccidere per loro. Yun-hee viene rilasciata e si reca nel luogo della trappola della Pubblica Sicurezza alla Torre Namsan, dove deve incriminare Lim mentre trasporta un dispositivo di localizzazione per gli agenti di Pubblica Sicurezza sotto copertura per arrestarlo; tuttavia, Lim viene avvisato della presenza degli agenti, li uccide e fugge con Yun-hee. Dopo essere fuggito, Lim invia ad Han prove fotografiche del coinvolgimento di Han con la Setta, spingendo la Pubblica Sicurezza a lanciare una caccia all'uomo per loro, mentre l'Unità Speciale fa irruzione in un edificio governativo come rappresaglia per le attività della Pubblica Sicurezza. Lim e Yun-hee tentano di raggiungere un rifugio per incontrare Illang e il loro leader, Jang, ma non riescono a raggiungerlo e si rifugiano nelle fogne, mentre Kim viene catturato, brutalmente interrogato e ucciso accidentalmente da Han. Mentre si trova nelle fogne, Yun-hee attiva il suo dispositivo di localizzazione, allertando Han e la Pubblica Sicurezza che inviano le loro squadre di forze speciali nella sua posizione. Illang arriva e fornisce a Lim un esoscheletro dell'Unità Speciale e una mitragliatrice prima di portare in salvo Yun-hee, che si rivela essere in realtà Kim Seo-hee, ex comandante dell'unità femminile della Setta. Le squadre di Pubblica Sicurezza e Han convergono sulla posizione del dispositivo di localizzazione di Yun-hee, ma vengono accolti da un Lim completamente armato e corazzato, che uccide le squadre e Han in una lunga sparatoria.
Lim si riunisce con Seo-hee e il resto di Illang, ma Jang gli ordina di giustiziare Seo-hee, poiché è ancora una terrorista che spiava per la Pubblica Sicurezza. Tuttavia, Lim rifiuta e la libera quando Jang se ne va. Aspettandosi che ciò accada, Jang lascia vivere Seo-hee e torna a combattere Lim per il suo tradimento, ma gli permette di andarsene quando Lim annuncia che si sta ritirando dall'Unità Speciale. Più tardi, Seo-hee e suo fratello salgono su un treno per lasciare Seoul; mentre il treno parte, Seo-hee guarda fuori dal finestrino e vede Lim.

## Produzione
Il film è stato finanziato da Union Investment Partners, con la produzione annunciata nel 2013. Le riprese sono iniziate il 16 agosto 2017 nello Studio Cube, un complesso cinematografico sudcoreano, e si sono concluse il 23 marzo 2018.
I costumi per il film sono stati disegnati dall'artista di Hollywood Vanessa Lee, che ha anche lavorato al costume degli effetti speciali per il film del 2006 Underworld: Evolution e ai costumi dei supereroi nella serie di film Avengers.
Lo scrittore di Webtoon Yoon Tae-ho ha scritto un prequel intitolato Illang: Prequel, che si svolge cinque anni prima degli eventi del film. È stato sviluppato da Kakao Pages e Daum Webtoon ed è stato pubblicato il 27 giugno 2018, iniziando una serie settimanale di capitoli che hanno portato all'uscita del film il 25 luglio.

## Distribuzione
Illang - Uomini e lupi è uscito in Corea del Sud il 25 luglio 2018. Netflix ha acquisito i diritti di distribuzione internazionale del film ed è stato disponibile sulla sua piattaforma per lo streaming fino a maggio 2023.
Il film è stato selezionato per competere al 66º Festival internazionale del cinema di San Sebastián, che si è tenuto dal 21 al 29 settembre 2018. È stato il secondo film di Kim Ji-woon a competere al festival dopo I Saw the Devil nel 2010. Kim e l'attore protagonista Gang Dong-won avrebbero dovuto partecipare all'evento.
Il 18 luglio 2018 si è tenuto un red carpet e un evento di presentazione del film al Times Square Mall nel Distretto di Yeongdeungpo con la partecipazione del regista e del cast.

## Accoglienza

### Critica
Mamoru Oshii, lo scrittore del romanzo da cui è tratto il film, ha partecipato a una proiezione speciale e ha commentato: "Penso che questo sia un film potente che provoca molte riflessioni... L'equilibrio tra le ambientazioni realistiche e le tecnologie futuristiche, come le armature di ferro e le diverse armi, è stato davvero impressionante".
Secondo la recensione di Yonhap, il film "ha passato così tanto tempo a cercare di ricreare il mondo del film d'animazione e lo trasforma in un blockbuster d'azione su larga scala che non ha mai azzeccato le cose semplici... il film non riesce a trasmettere adeguatamente l'intenso conflitto interiore provato da Joong-kyung".
Jason Bechervaise di Screendaily ha scritto che il film "contiene momenti di brillantezza stilistica attraverso alcune scene avvincenti. Tuttavia, spostare la storia dal Giappone a una penisola coreana che è sul punto di riunificarsi nel 2029 si traduce in un film che è allo stesso tempo troppo strutturato e melodrammatico".

### Incassi
Il primo giorno della sua uscita, il film ha attirato 274.525 spettatori. Dopo cinque giorni dall'uscita, Illang - Uomini e lupi ha guadagnato un totale di 5,29 milioni di dollari.
Il film è stato realizzato con un budget di 17,0 milioni di dollari e mirava ad attirare circa 6 milioni di spettatori. Tuttavia, a causa delle recensioni negative sia della critica che del pubblico, il film è stato proiettato per sole tre settimane e ha finito per attirare un totale di 897.254 spettatori, incassando 6,2 milioni di dollari. Il numero di entrate cinematografiche sudcoreane nel luglio 2018 è diminuito del 21,4% rispetto al 2017, a 5,39 milioni, a causa della lentezza di questo film e dell'assenza di film intermedi per sostituirlo. Il numero di ingressi cinematografici sudcoreani nel luglio 2018 è stato il più basso dal 2008.

## Premi e nomination
| Premi                                      | Categoria                      | Destinatario           | Risultato | Ref.          |
| ------------------------------------------ | ------------------------------ | ---------------------- | --------- | ------------- |
| Premi per il mercato asiatico dei progetti | Premio Busan                   | Illang - Uomini e lupi | Vinto     | [ 26 ]        |
| 27° Buil Film Awards                       | Miglior Fotografia             | Lee Mo-gae             | Nominato  | [ 27 ]        |
| 27° Buil Film Awards                       | Miglior Direzione Artistica    | Jo Hwa-sung            | Nominato  | [ 27 ]        |
| 55ª edizione dei Grand Bell Awards         | Miglior Direzione Artistica    | Jo Hwa-sung            | Nominato  | [ 28 ] [ 29 ] |
| 55ª edizione dei Grand Bell Awards         | Migliore illuminazione         | Lee Sung-hwan          | Nominato  | [ 28 ] [ 29 ] |
| 55ª edizione dei Grand Bell Awards         | Migliori costumi               | Jo Sang-kyung          | Vinto     | [ 28 ] [ 29 ] |
| 55ª edizione dei Grand Bell Awards         | Premio Tecnico                 | Illang - Uomini e lupi | Nominato  | [ 28 ] [ 29 ] |
| 39° Blue Dragon Film Awards                | Miglior Fotografia e Lightning | Illang - Uomini e lupi | Nominato  | [ 30 ]        |
| 39° Blue Dragon Film Awards                | Miglior Direzione Artistica    | Illang - Uomini e lupi | Nominato  | [ 30 ]        |